# Protěž nízká

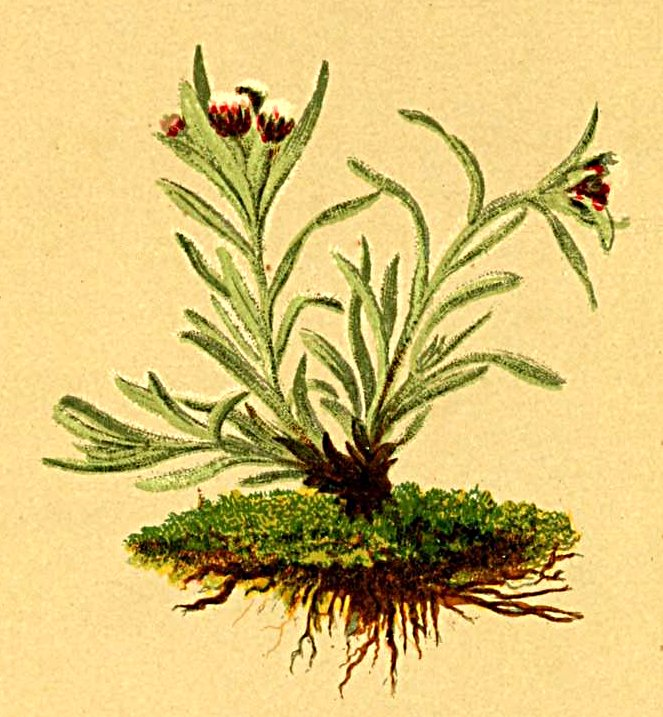
Zobrazení protěže nízké

Protěž nízká (Gnaphalium supinum, syn. Omalotheca supina) je nízkou, nenápadnou bylinou vyskytující se převážně v chladném horském prostředí. Tento druh rodu protěž v České republice roste pouze v Krkonoších a je považován za rostlinu ohroženou vyhynutím.

## Rozšíření
V Evropě se druh vyskytuje nesouvisle ve vyšších pohořích od Pyrenejí přes Alpy, Apeniny a Krkonoše až po Karpaty, dále vyrůstá v horstvech Balkánského poloostrova, Skotska, Skandinávie i na Islandu. V Asii je druh rozšířen v Turecku, na Kavkaze, Pamíru, Ťan šanu, v okolí Bajkalského jezera a na severu Mongolska. Vzácně se objevuje v Severní Americe a v Grónsku.
V České republice se protěž nízká vyskytuje pouze řídce, ve vyšších polohách Krkonoš v oblastech karů v subalpínském výškovém stupni. Ve východní části pohoří roste v Obřím dole, na Sněžce, Studniční hoře a Luční hoře. V západní části roste v Kotelních jámách a u Labského vodopádu. Na polské straně Krkonoš se vyskytuje okolo Malého rybníka (polsky Mały staw) a v Malé Sněžné jámě (polsky Mały kociol Śnieźny). Nejníže položená lokalita se nalézá v údolí Bílého Labe v nadmořské výšce 1160 m. Tento druh je v Krkonoších považován za glaciální relikt.

## Ekologie
Druh preferuje nezapojené subalpínské a alpínské louky, pastviny, sněhová výležiska v karech, kamenité sutě, skalní pukliny či okolí pramenišť. Osídluje kyselé půdy které jsou vlhké a chudé na živiny, požaduje však plné oslunění. Je velmi odolný vůči chladu, v Arktických oblastech roste na hranicích tundry společně s lišejníky a v Asii se vyskytuje až do nadmořské výšky 4000 m.

## Popis
Vytrvalá, běloplstnatá rostlina, obvykle nižší než 10 cm, která má plazivý, hustě větvený oddenek z něhož vyrůstají květné lodyhy a mnohé nekvetoucí výběžky. Poměrně tenké lodyhy jsou přímé, nevětvené a hustě olistěné bělovlnatými listy, spodní v listové růžici jsou přisedlé, stejně jako lodyžní. Listy jsou jednožilné, čárkovité až podlouhlé, zašpičatělé a bývají dlouhé 1 až 2 cm a široké 1 až 2 mm.
Květní úbory na krátkých stopkách bývají seskupeny v počtu dva až osm do vrcholových hroznů nebo strboulovitého květenství. Uprostřed květního lůžka úboru bývá 10 až 15 květů oboupohlavných se širokou trubkou, po jeho obvodu dvacet až třicet květů samičích s nitkovitou trubkou. Květy mají koruny bělavé až nazelenalé a v horních částech nahnědlé. Široce zvonkovitý zákrov má dvě řady podlouhlých až eliptických, světle hnědých listenů které bývají po odkvětu hvězdicovitě rozestálé. Rostliny kvetou v červenci až září, opylovány jsou entomogamně i autogamně. Ploidie druhu je 2n = 28.
Plody jsou oválné nebo podlouhlé nažky 1,5 mm dlouhé s jednořadým, 3 mm chmýrem který lehce odpadává. Protěž nízká se do větších vzdálenosti rozšiřuje nažkami zanášenými větrem nebo splavovanými povrchovou vodou, do bezprostředního okolí rozrůstáním oddenků.

## Ohrožení
Podle vyhlášky MŽP ČR č. 395/1992 Sb. není protěž nízká zákonem chráněna. V „Červeném seznamu rostlin ČR“ z roku 1995 (Holub) byla již pro svůj sporadický výskyt začleněna mezi druhy ohrožené (C2). Protože se její početní stavy nadále snižují, byla v roce 2000 v „Černém a červeném seznam cévnatých rostlin ČR“ (Procházka), stejně jako v roce 2012 v „Červeném seznam cévnatých rostlin ČR“ (Grulich), zařazena protěž nízká mezi druhy kriticky ohrožené (C1).

## Galerie

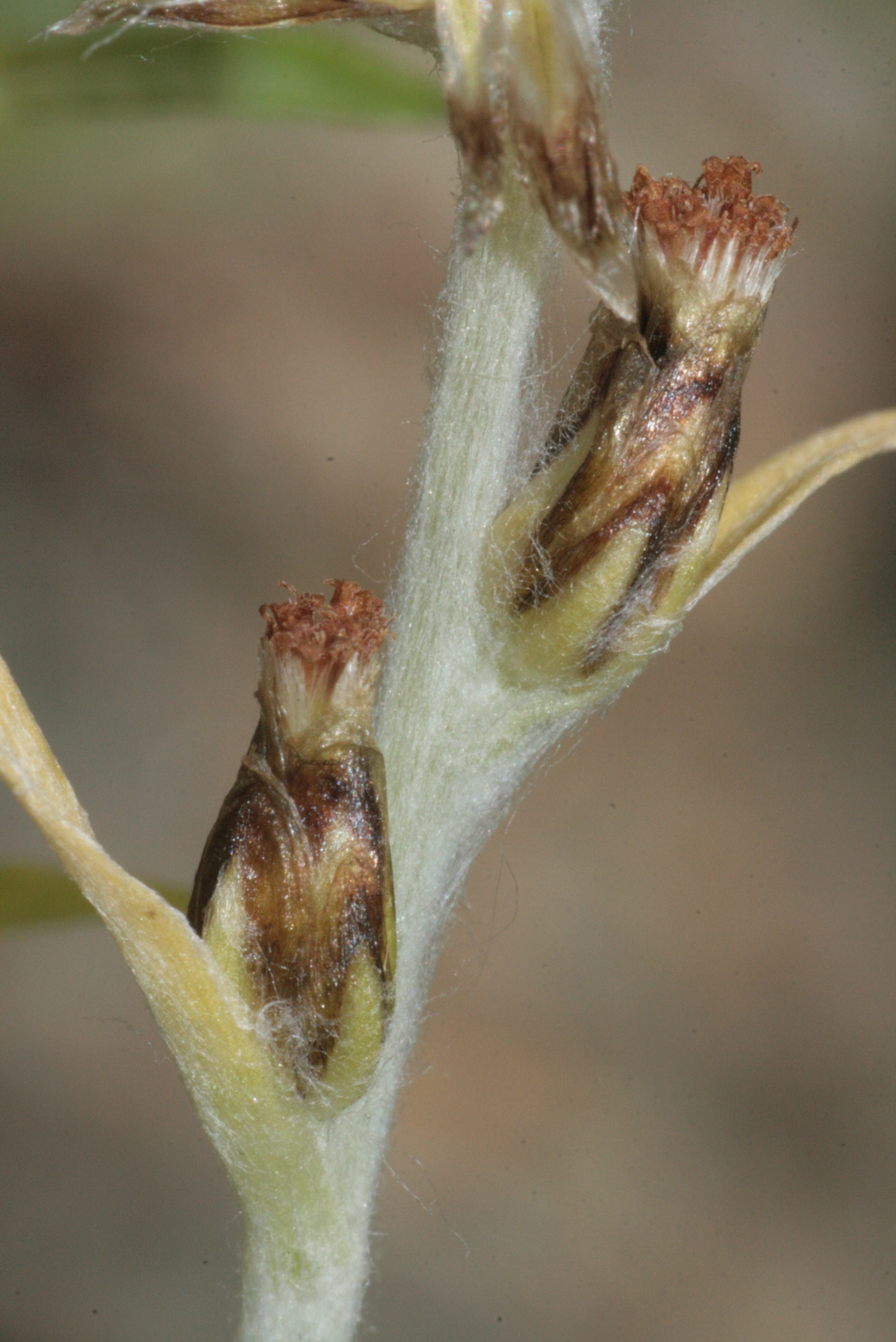
Úbory s květy
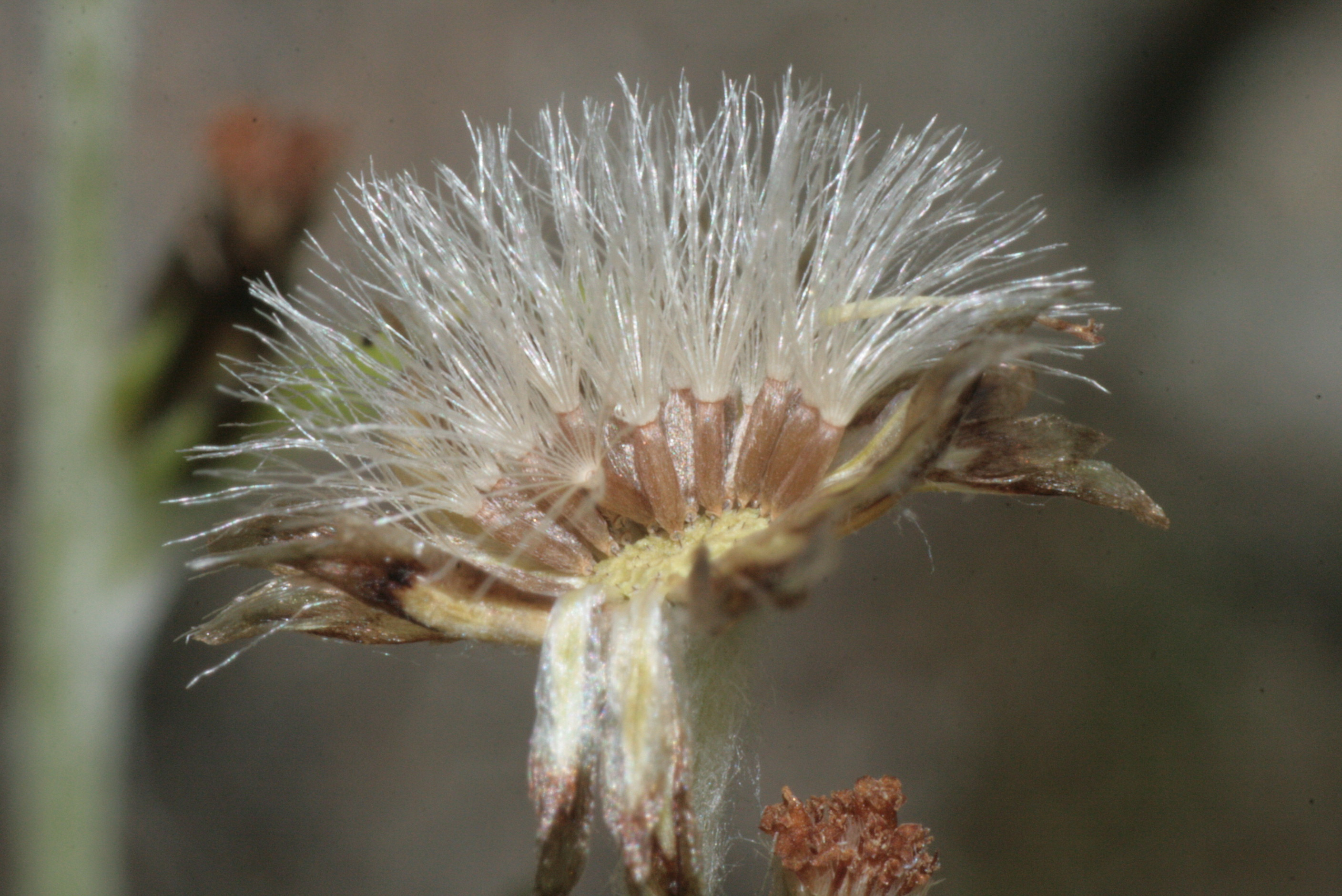
Nažky s chmýrem
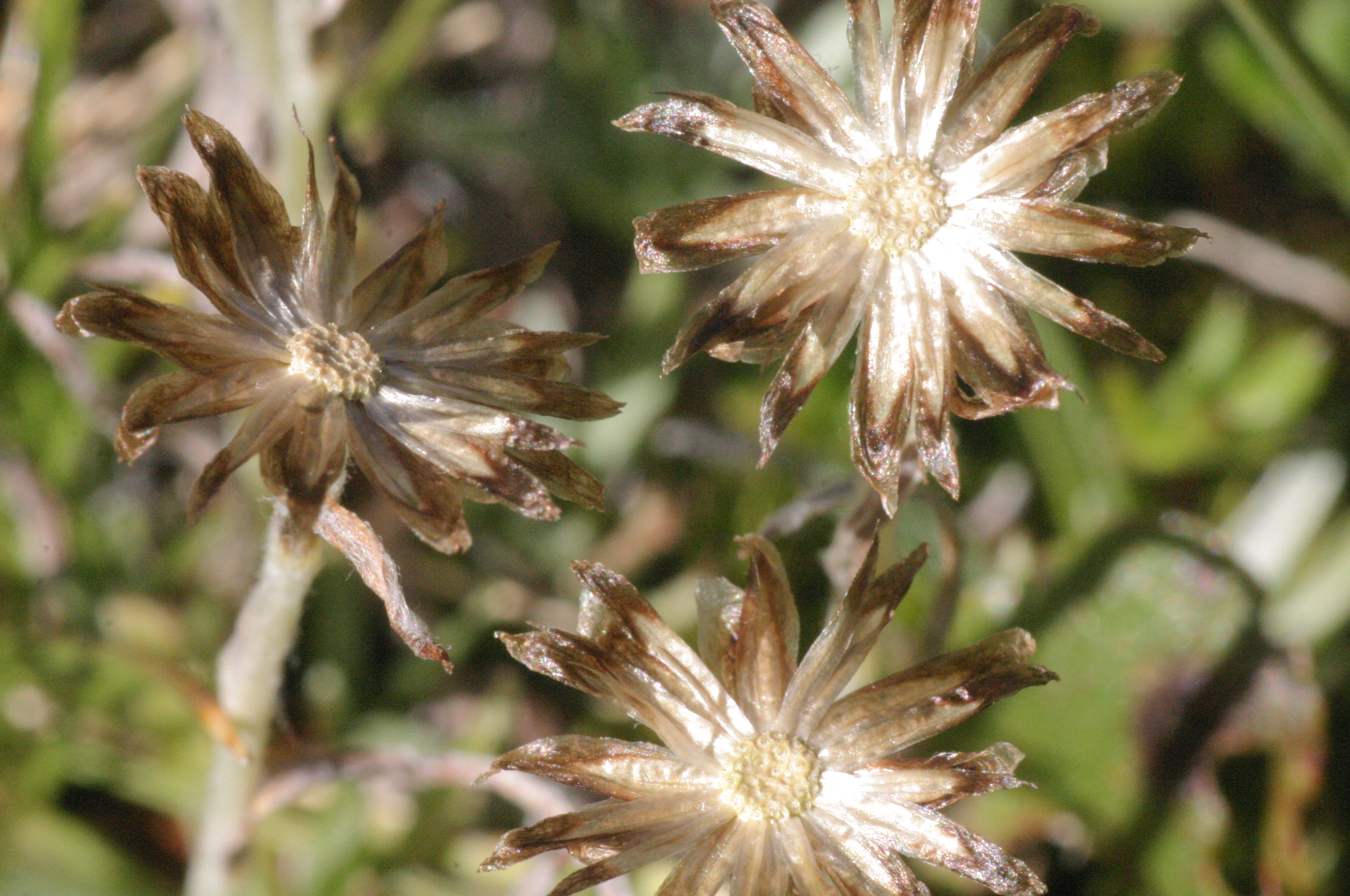
Rozestálé zákrovy